# شینیچی کاوانو
شینیچی کاوانو (انگلیسی: Shinichi Kawano؛ زادهٔ ۵ نوامبر ۱۹۶۹) بازیکن فوتبال اهل ژاپن است.
از باشگاه‌هایی که در آن بازی کرده‌است می‌توان به باشگاه فوتبال اوراوا رد دیاموندز و باشگاه فوتبال ویسل کوبه اشاره کرد.